# Lefranc (bande dessinée)
Pour les articles homonymes, voir Guy Lefranc et Lefranc.
Lefranc, anciennement Les Aventures de Lefranc (1954-1961) ou Guy Lefranc (1977-1982), est une série de bande dessinée d'aventure franco-belge créée par Jacques Martin en 1952.
La série met en scène le héros principal, le journaliste-reporter Guy Lefranc. La première aventure La Grande Menace est parue dans Tintin en Belgique le 21 mai 1952 et en France le 3 juillet 1952. Publiée en album en 1954 aux éditions Le Lombard, elle se vend à plus d'un million et demi d'exemplaires jusqu'en 2002. Les principaux personnages de la série sont le journaliste Guy Lefranc, son protégé le jeune Jeanjean, le commissaire Renard, et l'éternel méchant de la série, le mystérieux Axel Borg.
Jacques Martin assure seul la réalisation des deux albums suivants, L'Ouragan de feu et Le Mystère Borg, avant de se consacrer seulement au scénario et de laisser les dessins à Bob de Moor pour le quatrième album Le Repaire du loup puis à Gilles Chaillet pour les neuf albums suivants.

## Histoire

### Naissance deLa Grande Menace(1952)

#### Inspiration et création
Trois ans après la création du jeune esclave gaulois Alix, avec lequel il connaît un énorme succès dans l'hebdomadaire Tintin, Jacques Martin rend visite à un ami dans les Vosges en 1951. Il visite le tunnel ferroviaire inachevé d'Urbès en Alsace où ont été abandonnés des stocks entiers d'armes allemandes, parmi lesquelles se trouve un missile V1 préparé pour attaquer Paris. C'est ainsi que l'auteur conçoit l'image d'une histoire sur les traces de l'Occupation allemande et les commencements de la guerre froide, et du personnage qui se nommera très bientôt Guy Lefranc, blond solitaire comme Alix.

Logo affiché dans le Tintin en 1952.

Il commence alors à écrire le scénario politico-catastrophique qui a pour titre La Grande Menace, mais qui ne plaît guère au journal Tintin.  Il insiste néanmoins, et le journal finit par accepter la publication, mais pour une seule histoire. Le 21 mai 1952 est publiée en planches hebdomadaires la première aventure de Guy Lefranc, La Grande Menace, à près de 60 000 exemplaires.

« J'ai présenté ce projet au Journal de Tintin où ils ont été très étonnés. Cela ne ressemblait pas du tout à ma série Alix ! Mais j'ai insisté pour réaliser juste une histoire. Cela a été accepté à la condition que je transpose les personnages d'Alix et Enak à l'époque actuelle, d'où la création de Jeanjean. Pour la même raison, Lefranc est blond, comme Alix. J'étais jeune, j'ai obéi aux injonctions de mon rédacteur en chef. »

— Jacques Martin, propos recueillis par Brieg F. Haslé en décembre 2002.
Le succès est immédiat. Hergé, très impressionné par les exploits graphiques de Jacques Martin, lui propose de travailler à ses côtés dans les studios Hergé : l'auteur d'Alix donne son accord en novembre 1953. L'année suivante, les Éditions du Lombard rassemblent La Grande Menace pour en faire un album cartonné et en vendent 750 000 exemplaires, dont 400 000 en Amérique du Sud.

#### Colère d'Edgar P. Jacobs
Le triomphe de La Grande Menace, en 1952, entraîne Edgar P. Jacobs, maniaque et méfiant, dans une grosse colère contre la rédaction du journal, qu'il accuse de lui avoir volé le style de Blake et Mortimer. Il a depuis toujours été sur la défensive par crainte que l'on ne plagie son œuvre et a même provoqué Jacques Martin en duel dans une lettre qu'il lui a adressée.
Plusieurs années plus tard, à l'époque du Mystère Borg, sans doute en 1964 lors de sa première publication dans le Journal de Tintin, Edgar P. Jacobs le félicite pour l'ensemble de son travail et s'excuse auprès de lui disant que « c'[était] une plaisanterie ».

### Lefranc se lance dans de nouvelles aventures
En 1954, les éditions du Lombard publient en format cartonné La Grande Menace, qui connaît un certain succès auprès des lecteurs de Tintin, mais sans mention de Guy Lefranc dans le titre ni d'indication du début d'une série. Alors que l'auteur présente le projet d'un nouvel épisode d'Alix au rédacteur en chef André Fernez, ce dernier souhaite que les aventures de Lefranc se poursuivent.

#### L'Ouragan de feu(1959)

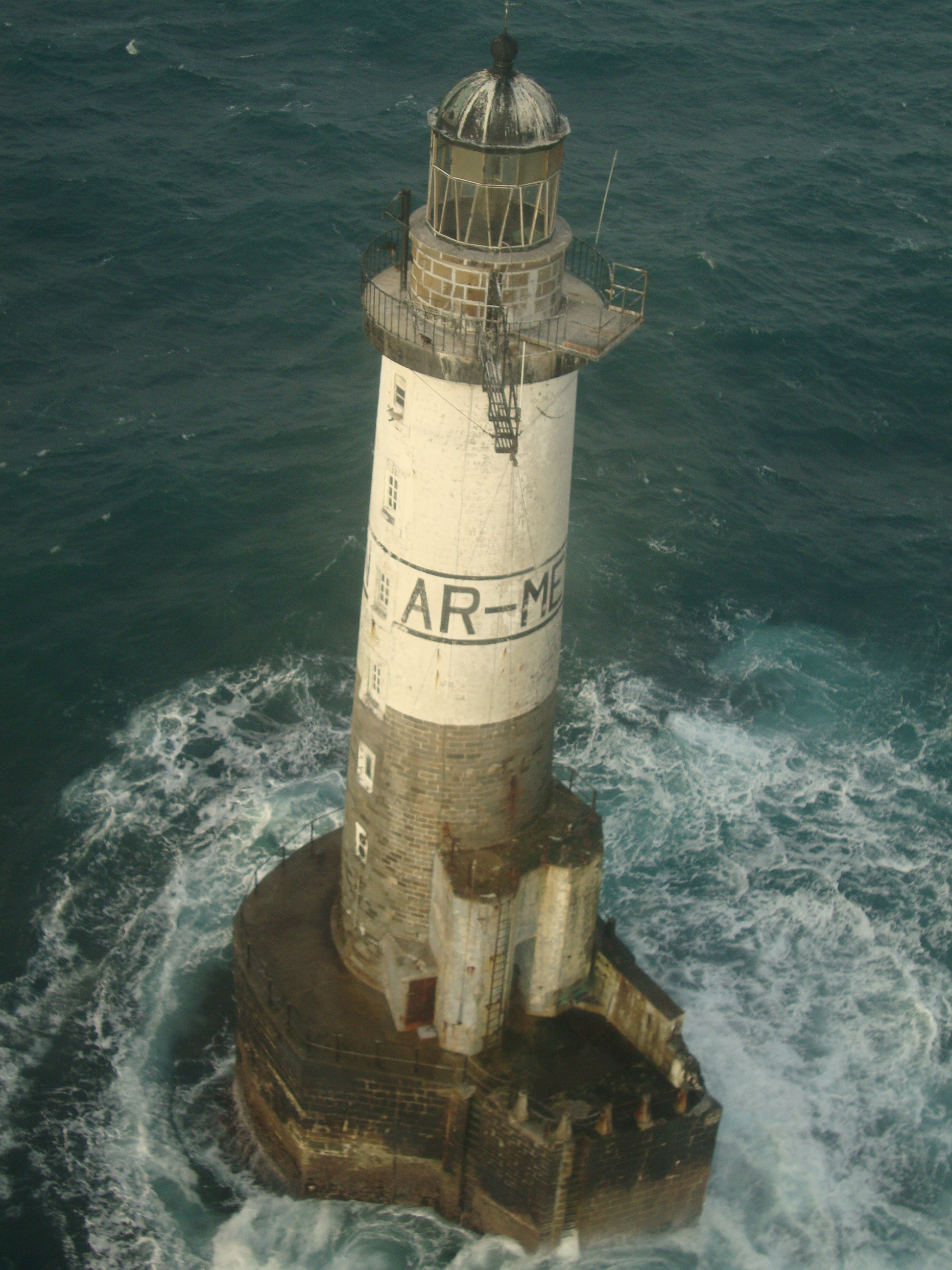
Le Phare d'Ar-Men semble avoir bien servi de modèle pour celui de l'île de Tergaou.

Le second tome de Lefranc, L'Ouragan de feu, paraît dans le journal Tintin d'octobre 1959 à novembre 1960, avant d'être publié en 1961 chez Dargaud. Le journaliste Guy Lefranc s'est pris d'amitié pour Jeanjean, jeune boy-scout orphelin qu'il a entraîné avec lui dans l'affaire de La Grande Menace. Dans cette nouvelle aventure, il découvre une partie de la famille de son protégé et la formidable invention qu'ils ont mise au point. 
L'intrigue offre à nouveau la visite de lieux historiques tels que le Mont-Saint-Michel et d'une région, la Bretagne, ainsi que des rebondissements accompagnés de courses poursuites et de grandes manœuvres militaro-policières qui se terminent dans un phare en mer.
À noter que l'île de Tergaou, qui se trouve au large de Lampaul-Ploudalmézeau dans le Finistère, était désaffectée en 1948 avant qu'Yves Le Guen ne l'achète en 1953 pour dix millions de francs. Quant à son phare, il a une forte ressemblance avec celui d'Ar-Men, situé au large de l'île de Sein dans le sud du Finistère[réf. nécessaire].

#### Le Mystère Borg(1964)
Jacques Martin réalise le troisième tome Le Mystère Borg dans lequel Guy Lefranc et Jeanjean se trouvent dans la station de sports d'hiver de Gardsten en Suisse, face à leur ennemi de toujours Axel Borg et sa redoutable bombe bactériologique. À sa demande, ses amis collaborateurs du studio Hergé Roger Leloup (ils se sont rencontrés au début des années 1950 alors qu'il n'avait que dix-sept ans) et Bob de Moor l'assistent pour les décors.
Ce tome, dont la publication débute le 21 avril 1964 dans l'hebdomadaire Tintin, est publié en album en 1965 par Casterman ; c'est le dernier album dessiné par l'auteur.

### Du Lombard à Casterman
Le tout premier album de Jacques Martin édité chez les Éditions du Lombard est La Grande Menace en 1954 ; pourtant, la première création pour Tintin en 1948 reste Alix l'intrépide  en quoi l'éditeur Raymond Leblanc ne croyait pas du tout : Martin doit beaucoup insister afin que celui-ci soit publié. C'est en 1956 que la première édition d'Alix voit le jour avec la moitié des pages en couleurs et l'autre moitié en noir et blanc pour réduire les coûts de fabrication. Après la publication des cinq premiers albums d'Alix et des deux premiers de Lefranc, Raymond Leblanc annonce que le nombre d'albums publiés va être réduit et le directeur des Éditions du Lombard explique qu'ils sont avant tout « des éditeurs périodiques » et aussi que « le marché n'étant pas bon, il n'y aura pas d'albums pour tout le monde. Mais nous n'empêcherons personne d'aller se faire éditer ailleurs ». Insatisfait, Jacques Martin reprend sa liberté et quitte cette maison d'édition.
Les prépublications du Mystère Borg dans Tintin s'achèvent en mars 1965. L'auteur rencontre le directeur Louis-Robert Casterman grâce à l'intervention d'Hergé : les aventures de Lefranc se poursuivent alors à partir de la même année chez Casterman et, un an plus tard, La Grande Menace est rééditée. Mais L'Ouragan de feu ne ressort qu'en 1975.
En 1965, les albums de la série reviennent en grand nombre chez Lombard en raison des « exemplaires invendus retournés par les marchés étrangers », ce qui pose un problème pour la suite des aventures de Lefranc. Par ailleurs, l'éditeur Casterman lui conseille de se concentrer sur Alix dont les chiffres de vente sont plus importants et de mieux se pencher sur le scénario pour Lefranc ainsi que de rechercher quelqu'un d'autre pour les dessins.

## Description

### Personnages
Tous les personnages principaux se rencontrent dans le premier tome La Grande Menace.
- Guy Lefranc, un Alix moderne, est un sympathique et galant reporter dans la lignée de Joseph Kessel et d'Albert Londres[* 6]. Il sillonne le monde, avec ou sans Jeanjean, en quête d’aventures, combattant le crime et faisant triompher la justice. C'est pour cette raison qu'il ne se trouve que très rarement dans son bureau, à la rédaction de son journal. On peut toutefois l'apercevoir occasionnellement au travail comme dans L'Oasis. Bien qu'Alix soit d'origine gauloise, son alter ego moderne peut être un Franc[* 6] : Lefranc est ainsi né. Ce personnage n'a rien à voir avec le réalisateur Guy Lefranc (1919-1994).
- Axel Borg, un gentleman cambrioleur mâtiné d'espion international, est le méchant de la série. Dans La Grande Menace, il se présente comme le descendant  du capitaine-comte suédois Karl Ritter-Borg[* 6]. Il peut se montrer élégant et chevaleresque mais s'intéresse surtout à l'argent et se moque totalement du pouvoir[10]. Généralement barbu, il est également un expert en déguisement pour ne pas se faire remarquer lorsqu'il s'agit de s'approcher à l'improviste de Guy Lefranc. Le nom du personnage proviendrait d'Axelborg, une ville suédoise fictive[11]. Il n'a rien à voir avec Axel Leonard Borg (1847-1916), artiste peintre suédois[12].
- Jean Le Gall, dit "Jeanjean", est un Enak moderne. À compter de leur rencontre au château du Haut-Koenigsbourg où il campe avec d'autres louveteaux, il ne quitte plus le reporter Lefranc jusqu'à l'épisode Opération Thor. Les plaintes[2] de parents de jeunes lecteurs, que cette amitié suspecte entre un jeune célibataire et un préadolescent choque, finiront par convaincre Martin d'abandonner ce personnage. Celui-ci réapparaît toutefois brièvement dans L'Oasis et El Paradisio. Son surnom vient tout simplement d'un jeune garçon qui habitait à côté de chez Jacques Martin[* 6].
- Le Commissaire Renard n'est encore qu'un inspecteur avec sa pipe, son chapeau et sa moustache désuète dans le commissariat de police de Mulhouse lors de sa première rencontre avec Guy Lefranc. Il est arrêté dans la république fictive de San Larco et exécuté dans le tome La Crypte.

### Clins d'œil
En 1981, à l'occasion des trente-cinq ans du Journal de Tintin, des dessinateurs comme Dany, Eddy Paape, Franz, etc. doivent reprendre une planche d'une série connue. Parmi eux, Serge Ernst choisit une planche de La Grande Menace qu'il reprend entièrement.
Al Voss parodie en 1984 les aventures de Lefranc sous une forme humoristique dans l'album Parodies chez Les Humanoïdes Associés. La même année, Roger Brunel transforme Lefranc en Legland dans son troisième album École franco-belge de la série Pastiches des éditions de Glénat.

### Adaptations
Le nom du réalisateur polonais Andrzej Żuławski a été évoqué pour l'adaptation de Lefranc à l'écran.

## Analyse

### Les thèmes
Les aventures de Lefranc s'orientent en général sur les grands enjeux de l'humanité, à l'image des premiers albums de la série : on y voit un chantage au terrorisme en répandant un virus mortel, ou bien le lancement d'un missile à tête nucléaire sur Paris, ou encore des magnats du pétrole qui veulent réduire au silence un inventeur alternatif. Par la suite, la série garde ce ton et devient même de plus en plus pessimiste en traitant de thèmes comme les dictatures militaires ou l'apocalypse nucléaire, et glisse parfois vers le fantastique et la science-fiction.

### Les graphismes

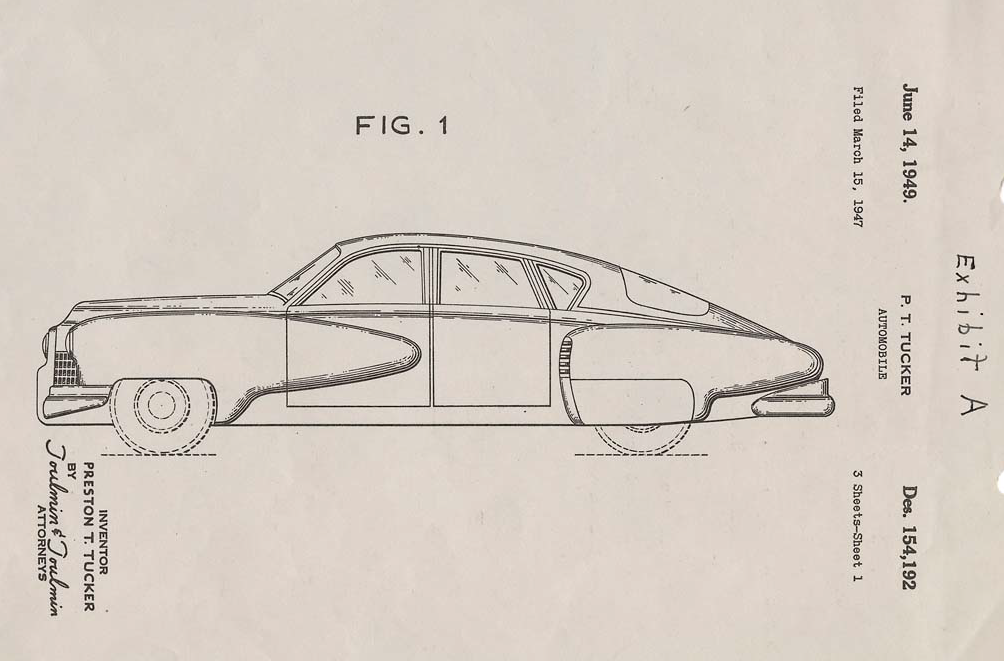
Démonstration sur la Tucker '48 réalisée par Preston Tucker

La série se caractérise au départ par l'utilisation de la technique du dessin en vitrail (la fameuse ligne de l'école graphique belge[réf. nécessaire]), par son intégration dans l'univers contemporain, un graphisme minutieux tant en ce qui concerne l'architecture que les objets manufacturés (armes, véhicules, aéronefs, costumes), des couleurs nettes et une action musclée.

#### Les automobiles
Jacques Martin se passionne pour la mécanique, dont les automobiles. Après avoir écrit au directeur Raymond Leblanc, il présente son premier article sur la Tucker qui sera accepté et publié dans une séquence nommée Chronique de l'auto dans le Journal de Tintin belge no 38 du 16 septembre 1948 — en France, dans le no 1 du 28 octobre 1948 — où paraît également la toute première planche d'Alix l'intrépide. Cette chronique prend fin en 1953.
Dans les albums, on aperçoit dans La Grande Menace la Bentley R Type gris-bleu des malfrats, la Simca 9 Aronde rouge du reporter Guy Lefranc — qu'on peut d'ailleurs retrouver dans L'Affaire Tournesol de Hergé alors reprise par Jacques Martin dans le Studio Hergé[pas clair] — et les Citroën Traction Avant noires des policiers. Une Alfa Romeo Giulietta est présente dans L'Ouragan de feu, Le Mystère Borg, Le Maître de l'atome et une Facel Vega HK 500 et une Peugeot 202 dans  L'Ouragan de feu.

### Les dessinateurs
| Dessinateurs     | Nombre de tomes | Années Début et fin |
| ---------------- | --------------- | ------------------- |
| Bob de Moor      | 1               | 1977-1978           |
| Gilles Chaillet  | 9               | 1976-1998           |
| Christophe Simon | 2               | 2000-2002           |
| Francis Carin    | 2               | 2003-2007           |
| André Taymans    | 3               | 2005-2010           |
| Régric           | 9               | 2008-en cours       |
| Alain Maury      | 1               | 2011                |
| Christophe Alvès | 5               | 2015-en cours       |

Alors que Casterman veut un album d'Alix par an de même que pour Lefranc, Jacques Martin ne peut répondre à la demande. À la fin des années 1960, l'éditeur suggère de trouver un autre dessinateur, et Jacques Martin transmet cette proposition à son jeune assistant Roger Leloup qui, d'abord intéressé, finit par refuser au profit de son propre projet : 

« Je me sentis très honoré par cette marque de confiance, mais je me suis dit que si vraiment j'étais capable de réaliser une série tout seul, il valait mieux créer mes propres personnages. Indirectement, la proposition de Jacques Martin m'a poussé à quitter les Studios pour créer Yoko Tsuno. »

Il propose alors la même chose à son ami Bob de Moor qui accepte immédiatement avec enthousiasme. Ils travaillent donc ensemble au Studio Hergé sur la réalisation du Repaire du loup. Martin a même pensé garder Bob de Moor pour continuer la série, mais Hergé refuse qu'un de ses collaborateurs travaille en dehors de son studio.

#### Gilles Chaillet
L'auteur cherche alors un autre dessinateur au milieu des années 1970 et trouve Gilles Chaillet qui travaillait aux studios Idéfix où il s'occupait du merchandising d'Astérix. Chaillet, grand admirateur d'Alix et de l'auteur, connaît déjà la teneur de l'offre quinze jours avant que Casterman ne le convoque. Le jeune homme avait fait une planche d'essai qu'il avait transmise à Claude Moliterni. Ce dernier s'était ensuite rendu aux bureaux de Casterman en disant qu'il avait trouvé des planches originales de Jacques Martin chez Dargaud en rangeant. Les éditeurs de Casterman avaient examiné une planche en s'interrogeant pour savoir de quel album cela pouvait venir, puis Claude Moliterni avait avoué que c'était l’œuvre de Gilles Chaillet. Les éditeurs avaient donc décidé de l'envoyer à Jacques Martin.

« Il avait mon essai dans la main, avec des coups de correction en rouge dessus. Il m’a dit : « vous ne dessinez pas très bien, mais ce qui est étonnant, c’est que vous situez mon monde comme si c’est moi qui le dessinais. Si vous acceptez d’être corrigé, je vais vous donner les premières pages d’un scénario de Lefranc, et si ça me plaît, on fera un album ensemble. ». Ça a donc commencé comme ça. »

— Gilles Chaillet.
Ils travaillent ensemble, mais le dessinateur a beaucoup de difficulté avec les personnages, sur les quatre planches d'essai avant que le jeune homme s'en prenne officiellement sur Les Portes de l'enfer[pas clair], épisode qui sera publié dans Tintin en 1977.
En même temps, Chaillet crée sa propre série Vasco en 1980 sans pour autant abandonner Lefranc, mais il finit par devoir mettre cette dernière de côté dans les années 1990 en raison de sa surcharge de travail. Jacques Martin éprouve une grande colère à la fin de leur collaboration en 1997.

#### Christophe Simon
Souffrant de problèmes de vue (il est atteint de la macula depuis 1993), Jacques Martin demande à Christophe Simon de remplacer Gilles Chaillet pour dessiner La Colonne (2001)
. Ce remplaçant a travaillé avec l'auteur comme assistant sur Le Styx de la série Orion à partir de 1993 — car, à cette année-là, son professeur de dessin qui connaissait bien Martin lui avait appris que ce dernier cherchait de jeunes dessinateurs — et sur L'Odyssée d'Alix. Surtout, ce jeune dessinateur avait déjà rectifié les dessins de son prédécesseur à partir du tome 12 La Camarilla (1997).

#### Francis Carin
Francis Carin est appelé en 2003 par Casterman pour lui proposer de reprendre Lefranc à la place de Christophe Simon. Aidé par Didier Desmit pour le décor, le dessinateur de Victor Sackville regrette néanmoins les thèmes des années 1950 avec les célèbres Alfa et Facel Vega ; en effet, les aventures du reporter se déroulent désormais dans les années 2000. Après ses deux réalisations pour Jacques Martin : L'Ultimatum (2004) et La Momie bleue (2007), il décide d'arrêter sa collaboration car « Casterman [lui] propose d’autres conditions qui ne [le] satisfont pas ».

#### André Taymans
En 2006, André Taymans en collaboration avec Erwin Drèze termine pour les éditions Casterman une aventure inachevée de Guy Lefranc datant de 1954, Le Maître de l'atome, mais dont la parution fut bloquée par Hergé, auteur d'une bande dessinée à l'histoire similaire (L'Affaire Tournesol) et qui refusa donc sa publication à cette époque dans le journal de Tintin. Cette BD ne fut donc publiée (avec quelques modifications), directement en album, qu'après la mort d'Hergé. Taymans se prêtera de nouveau à l'exercice en 2008 pour le tome 19, Londres en péril et en 2010, pour le tome 21, Le Châtiment, écrit par Patrick Delperdange.

#### Régric
En 2003, Régric commence à travailler avec l'équipe de Jacques Martin. Il a fourni les illustrations des trois premiers albums sur l'aviation de la série éducative Les Voyages de Lefranc. En 2019, il dessine l'album La Conquête de l'Espace dans cette série. À partir de 2009, il fait partie des illustrateurs qui créent les albums de la série Lefranc. Il commence a dessiner seul l'albums Noël noir (2009) avec Michel Jacquemart au scénario. Depuis, Regric est aux commandes graphiques de la série, en alternance avec Christophe Alvès. Il publie avec le scénariste Thierry Robberecht L'Éternel Shogun (2012), L'Enfant Staline (2013), puis avec Roger Seiter Cuba Libre (2014), L'Homme-oiseau (2016), La Stratégie du Chaos (2018),  La Rançon (2020), Le Scandale Arès (2022) et Bombes H sur Almeria (2024).

#### Christophe Alvès
Après une période en dents de scie sur le plan graphique pendant la décennie 2000-2010, Guy Lefranc, trouve depuis une quinzaine d’années une profitable stabilité avec la publication d’une nouvelle aventure annuelle grâce aux dessins, en alternance, de Régric et Christophe Alvès, l’un et l’autre très fidèles au dessin de Jacques Martin. Dans les plus récents scénarios, les apports de François Corteggiani (décédé en 2022) ont sans doute contribué au renouveau de la série: Mission Antarctique (2015), Le Principe d'Heisenberg (2017), Lune Rouge (2019), Les Juges intègres (2021), La route de Los Angeles (2023).

### Quelques albums

#### Le Repaire du loup

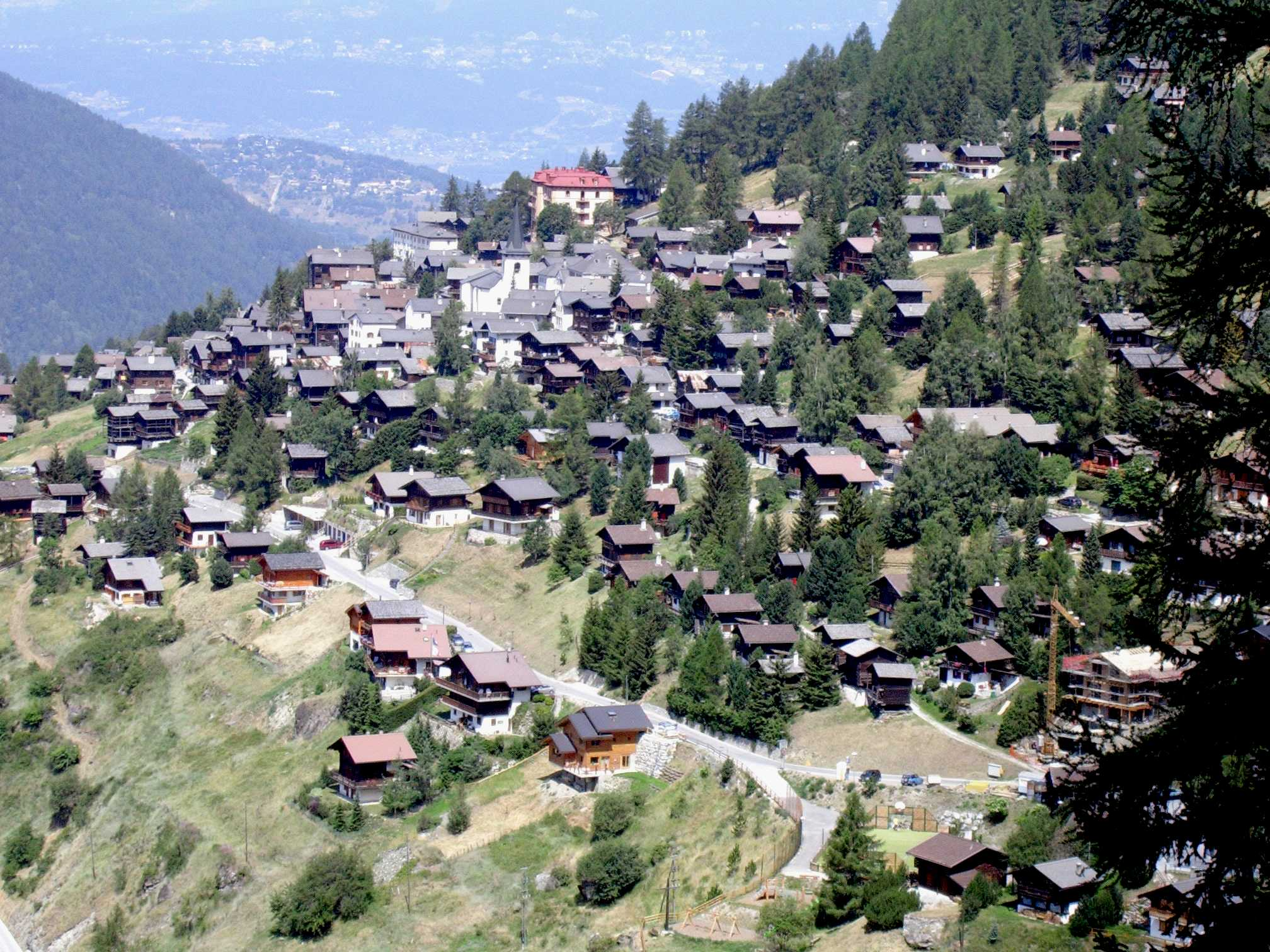
Le village Saint-Luc ou Saint-Loup dans Le Repaire du loup.

Dans les années 1960, Jacques Martin passe ses vacances dans le Val d'Anniviers en Suisse pour oublier un petit moment ses travaux d'Alix, de Lefranc et du Studio Hergé. À peine arrivé dans le village de Saint-Luc, il aperçoit avec éblouissement sur l'étendue rocheuse du haut de la montagne une sorte d'immeuble à propos duquel les habitants des environs ne savent rien. C'est en fait l'Hôtel Weisshorn sur la Tête
Fayaz, à une altitude de 2 337 mètres construit au nord de Nava en 1882 par l'Italien Francesco Mosoni avec son frère Pierre. Ce voyage n'est pas inutile puisqu'il inspire l'auteur pour son histoire suivante appelée Le Repaire du loup (1974) dans laquelle le village Saint-Luc devient Saint-Loup et l'hôtel Favre — où il résidait d'ailleurs — la Pension Faber pour son personnage Guy Lefranc.
Quand il demande en 1970 à Bob de Moor de retravailler sur Lefranc, celui-ci est interpellé dans ce tome par le maire de Saint-Loup qui est victime d'attentats, afin qu'il résolve le mystère.

#### Le Maître de l'atome, l'inachevé
Jacques Martin commence à écrire l'histoire Le Maître de l'atome au début de l'année 1954, juste après la parution de La Grande Menace en album des éditions du Lombard. Il ne parvient pas à achever en raison de sa nouvelle collaboration avec les Studios Hergé — où il se concentre sur les planches de L'Affaire Tournesol autour de Bob de Moor, Hergé et Baudouin Van den Branden — et surtout à cause de la poursuite des nouvelles aventures d'Alix qu'attend avec impatience le rédacteur en chef du journal Tintin. L'auteur abandonne ce scénario et finit par l'oublier.
Quatre ans plus tard, il entreprend le deuxième épisode de Lefranc, mais sur un autre scénario : celui de L'Ouragan de feu qui paraît dans Tintin en 1959.
Frédérique, fille de Jacques Martin, retrouve près de trente ans plus tard les planches du premier projet, coincées entre deux cartons à dessins : l'une est encrée et quelques-unes sont crayonnées. L'auteur les avait complètement oubliées et ne se souvient plus bien de la suite de cette histoire. Il décide donc, plus tard encore, de confier à Michel Jacquemart l’adaptation et le développement de son synopsis. André Taymans se voit confier le dessin en compagnie d'Erwin Drèze pour les décors.

« Le temps m'avait manqué, après La Grande Menace, pour me consacrer, en alternance, à Alix et à Lefranc. Devant l'impressionnant succès du premier album Lefranc, mon éditeur me réclamait une suite, mais cela signifiait que j'aurais dû abandonner Alix… que requéraient ses lecteurs de plus en plus nombreux ! Par ailleurs, je travaillais alors pour les studios Hergé, qui accaparaient le plus clair de mon temps. J'ai donc dû procéder à des choix déchirants et j'ai donné la priorité à Alix. Mais le scénario du Maître de l'Atome traînait dans mes tiroirs et il a fallu plus de cinquante ans pour le concrétiser en une bande dessinée ! (…) Les idées se bousculaient dans ma tête, tandis que j'étais forcé à l'inaction pour Lefranc. Certaines avaient pris quelques rides quand j'ai pu me consacrer à mes séries en toute liberté. Entre-temps, d'autres thèmes m'avaient passionnés et je voulais leur accorder la priorité. Néanmoins, cela m'intéressait de voir comment de jeunes artistes pouvaient traiter mes idées d'autrefois en les réactualisant quelque peu. »

— Jacques Martin.
Cet album a été vendu à 60 000 exemplaires.

#### Noël Noir

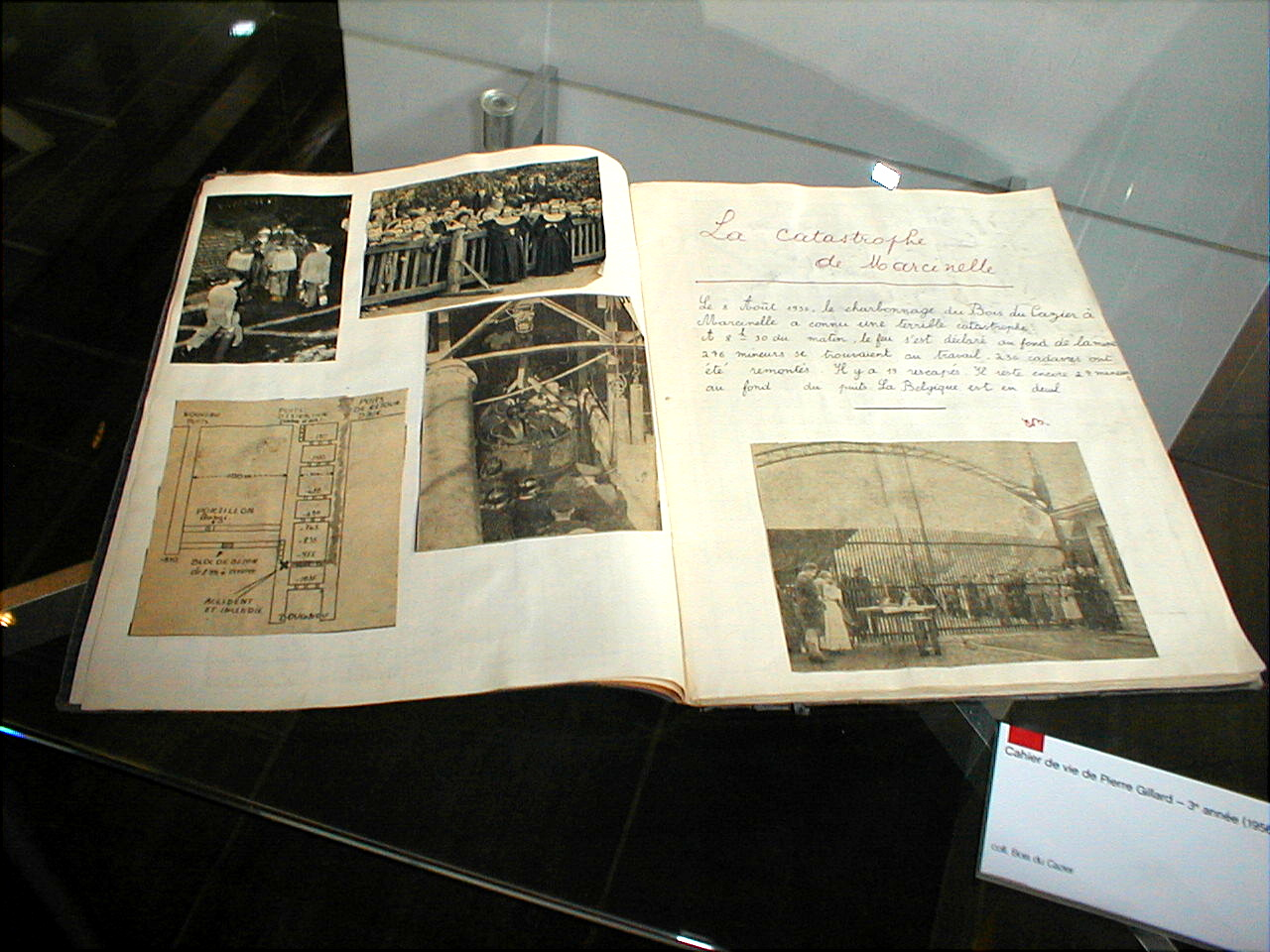
Cahier d'un étudiant relatant la catastrophe avec des coupures de journaux.

Guy Lefranc réapparaît le 22 décembre 1955 à Soumont-en-Gohelle dans le Nord-Pas-de-Calais pour sauver d’un incendie des mineurs bloqués par plus de neuf cents mètres de fond. Grâce à son filleul qui lui parle de la tragédie de la mine du Bois du Cazier en 1956, le scénariste Michel Jacquemart, en compagnie du dessinateur Régric et de la coloriste et compagne de ce dernier Loli, visitent le Mémorial du Bois du Cazier à Marcinelle en Belgique où 262 mineurs ont trouvé la mort, le 8 août 1956. Plus tard, Michel Jacquemart se souvient de son étude dans les années 1990 pour lequel il avait fait une recherche sur la santé des mineurs au XIXe siècle : le médecin hygiéniste lui avait conseillé de lire Germinal d'Émile Zola. Cette œuvre l'aide beaucoup à écrire un scénario mettant en scène un drame humain à huis clos sous les aspects psychologiques et émotionnels.
À propos de l'angoisse, Michel Jacquemart sait parfaitement de quoi il traite : « Quand j'avais six ans, mes parents ont été pris dans un tremblement de terre en Yougoslavie. Ils sont restés ensevelis pendant cinquante-cinq heures. J'ai perçu toute l'angoisse autour de moi. »
Régric, quant à lui, reprend le style de Bob de Moor dans Le Repaire du loup pour son dessin.
Ce vingtième album obtient le Prix Saint-Michel du Meilleur scénario au Festival de bande dessinée de la Région de Bruxelles-Capitale en 2010.

## Publications en français

### Revues

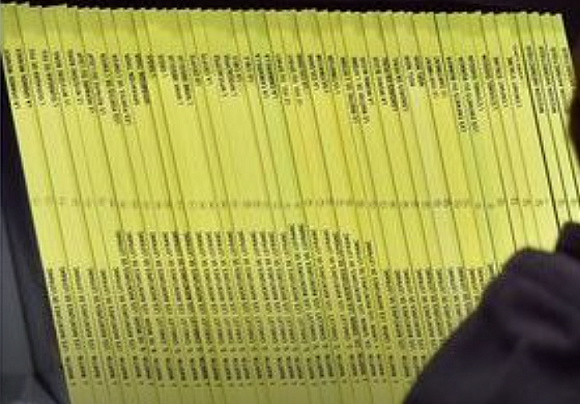
Série Lefranc.

#### Tintin, éditionbelge
- La Grande Menace, no 21 du 21 mai 1952 au no 31 du 6 août 1953
- L'Ouragan de feu, no 41 du 15 octobre 1959 au no 47 du 24 novembre 1960
- Le Mystère Borg, no 16 du 21 avril 1964 au no 12 du 23 mars 1965
- Le Repaire du loup, no 16 du 21 avril 1970 au no 38 du 8 septembre 1970
- Les Portes de l'enfer, no 25 du 21 juin 1977 au no 40 du 4 octobre 1977
- Opération Thor, no 46 du 14 novembre 1978 au no 8 du 20 février 1979
- L'Oasis, no 44 du 29 octobre 1980 au no 52 du 23 décembre 1980
- L'Arme absolue, no 17 du 27 avril 1982 au no 24 du 15 juin 1982

#### Tintin, éditionfrançaise
- La Grande Menace, no 193 du 3 juillet 1952 au no 256 du 17 septembre 1953
- L'Ouragan de feu, no 579 du 26 novembre 1959 au no 637 du 5 janvier 1961
- Le Mystère Borg, no 815 du 4 juin 1964 au no 863 du 6 mai 1965
- Le Repaire du loup, no 1121 du 23 avril 1970 au no 1143 du 24 septembre 1970
- Les Portes de l'enfer, no 105 du 13 septembre 1977 au no 118 du 13 décembre 1977
- Opération Thor, no 166 du 10 novembre 1978 au no 180 du 16 février 1979
- L'Oasis, no 268 du 23 octobre 1980 au no 276 du 18 décembre 1980
- L'Arme absolue, no 346 du 23 avril 1982 au no 353 du 11 juin 1982

#### Les Dernières Nouvelles d'Alsace
- L'Arme absolue, du juillet 1982 en août 1982
- La Crypte, du juillet 1984 en juillet 1984

### Albums
Ces albums représentent des premières impressions dont les quatre premiers tomes ne possèdent pas encore d’ISBN à cette époque-là.
- 1 La Grande Menace, Lombard « Collection du Lombard », 1954
Scénario et dessin : Jacques Martin
- 2 L'Ouragan de feu, Lombard « Collection du Lombard », 1961
Scénario et dessin : Jacques Martin
- 3 Le Mystère Borg, Casterman, 1965
Scénario et dessin : Jacques Martin
- 4 Le Repaire du loup, Casterman, 1974
Scénario : Jacques Martin - Dessin : Bob de Moor
- 5 Les Portes de l'enfer, Casterman, 1978
Scénario : Jacques Martin - Dessin : Gilles Chaillet -  (ISBN 2-203-31405-2)
- 6 Opération Thor, Casterman, 1979
Scénario : Jacques Martin - Dessin : Gilles Chaillet -  (ISBN 2-203-31406-0)
- 7 L'Oasis, Casterman, 1981
Scénario : Jacques Martin - Dessin : Gilles Chaillet -  (ISBN 2-203-31407-9)
- 8 L'Arme absolue, Casterman, septembre 1982
Scénario : Jacques Martin - Dessin : Gilles Chaillet -  (ISBN 2-203-31408-7)
- 9 La Crypte, Casterman, septembre 1984
Scénario : Jacques Martin - Dessin : Gilles Chaillet -  (ISBN 2-203-31409-5)
- 10 L'Apocalypse, Casterman, janvier 1987
Scénario : Jacques Martin - Dessin : Gilles Chaillet - Couleurs : Thierry Lebreton -  (ISBN 2-203-31410-9)
- 11 La Cible, Casterman, 1989
Scénario : Jacques Martin - Dessin : Gilles Chaillet - Couleurs : Chantal Defachelle -  (ISBN 2-203-31411-7)
- 12 La Camarilla, Casterman, 1997
Scénario : Jacques Martin - Dessin : Gilles Chaillet - Couleurs : Chantal Defachelle -  (ISBN 2-203-31412-5)
- 13 Le Vol du Spirit, Dargaud, 1998
Scénario : Jacques Martin - Dessin : Gilles Chaillet - Couleurs : Chantal Defachelle -  (ISBN 2-205-04586-5)
- 14 La Colonne, Casterman, juin 2001
Scénario : Jacques Martin - Dessin et couleurs : Christophe Simon -  (ISBN 2-203-31414-1)
- 15 El Paradisio, Casterman, novembre 2002
Scénario : Jacques Martin - Dessin et couleurs : Christophe Simon -  (ISBN 2-203-31415-X)
- 16 L'Ultimatum, Casterman, novembre 2004
Scénario : Jacques Martin - Dessin : Francis Carin - Couleurs : Didier Desmit -  (ISBN 2-203-31416-8)
- 17 Le Maître de l'atome, Casterman, novembre 2006
Scénario : Michel Jacquemart - Dessin : André Taymans, Erwin Drèze - Couleurs : Bruno Wesel -  (ISBN 2-203-31418-4)
- 18 La Momie bleue, Casterman, mai 2007
Scénario : Patrick Weber - Dessin : Francis Carin - Couleurs : Loli Irala Marin -  (ISBN 978-2-203-31417-7)
- 19 Londres en péril, Casterman, juin 2008
Scénario : André Taymans, Alain De Kuyssche[1] - Dessin : André Taymans, Erwin Drèze - Couleurs : Bruno Wesel -  (ISBN 978-2-203-00571-6)
- 20 Noël noir, Casterman, septembre 2009
Scénario : Michel Jacquemart - Dessin : Régric - Couleurs : Loli Irala Marin -  (ISBN 978-2-203-01473-2)
- 21 Le Châtiment, Casterman, juin 2010
Scénario : Patrick Delperdange  - Dessin : André Taymans, Erwin Drèze et Raphaël Schierer - Couleurs : Bruno Wesel -  (ISBN 978-2-203-01843-3)
- 22 Les Enfants du bunker, Casterman, avril 2011
Scénario : Michel Jacquemart - Dessin et couleurs : Alain Maury -  (ISBN 978-2-203-01732-0)
- 23 L'Éternel Shogun, Casterman, mars 2012
Scénario : Thierry Robberecht - Dessin : Régric - Couleurs : Bruno Wesel -  (ISBN 978-2-203-03188-3)
- 24 L'Enfant Staline, Casterman, août 2013
Scénario : Thierry Robberecht - Dessin : Régric - Couleurs : Bruno Wesel -  (ISBN 978-2-2030-4551-4)
- 25 Cuba libre[36], Casterman, août 2014
Scénario : Roger Seiter - Dessin : Régric - Couleurs : Bruno Wesel -  (ISBN 978-2-203-07857-4)
- 26 Mission Antarctique, Casterman, novembre 2015
Scénario : François Corteggiani - Dessin : Christophe Alvès - Couleurs : Bonaventure -  (ISBN 978-2-203-04518-7)
- 27 L'Homme-oiseau, Casterman, avril 2016
Scénario : Roger Seiter - Dessin : Régric - Couleurs : Bruno Wesel -  (ISBN 978-2-2030-9550-2)
- 28 Le Principe d'Heisenberg, Casterman, novembre 2017
Scénario : François Corteggiani - Dessin : Christophe Alvès - Couleurs : Bonaventure -  (ISBN 978-2-203-11987-1)
- 29 La Stratégie du Chaos, Casterman, mai 2018
Scénario : Roger Seiter - Dessin : Régric
- 30 Lune Rouge, Casterman, mai 2019
Scénario : François Corteggiani - Dessin : Christophe Alvès - Couleurs : Bruno Wesel -  (ISBN 978-2-203-16660-8)[37]
- 31 La Rançon, Casterman, septembre 2020
Scénario : Roger Seiter - Dessin : Régric - Couleurs : Bruno Wesel -  (ISBN 978-2-203-16661-5)
- 32 Les Juges intègres, Casterman, 10 novembre 2021
Scénario : François Corteggiani - Dessin : Christophe Alvès - Couleurs : Bruno Wesel -  (ISBN 978-2-203-20299-3)
- 33 Le Scandale Arès, Casterman, 18 mai 2022
Scénario : Roger Seiter - Dessin : Régric - Couleurs : Bruno Wesel -  (ISBN 978-2-203-22365-3)
- 34 La route de Los Angeles, Casterman, 20 septembre 2023
Scénario : François Corteggiani - Dessin : Christophe Alvès - (ISBN 978-2-203-22860-3)
- 35 Bombes H sur Almeria, Casterman, 13 mars 2024
Scénario : Roger Seiter - Dessin : Régric - Couleurs : Bruno Wesel - (ISBN 978-2-203-24154-1)
- 36 L'ombre de Curupira, Casterman
Scénario et dessin : Christophe Alvès - En production
- 37 La Régate, Casterman
Scénario : Roger Seiter - Dessin : Régric - En production

#### Ordre chronologique[Interprétation personnelle?]
Depuis Le Maître de l'atome l'ordre chronologique de la série ne suit plus celui des albums. Cette histoire, initialement imaginée par Jacques Martin dès 1957 pour succéder à La Grande Menace, sera finalement laissée à l'état d'ébauche pour n'être achevée que bien plus tard (en 2006), mais en respectant le scénario original. Cet album s'insère donc chronologiquement entre La Grande Menace et L'Ouragan de feu.
Par la suite, Jacques Martin confie à deux équipes différentes deux séries d'albums : les uns continuant à s'insérer dans la trame ouverte par La Grande Menace et refermée par l'Ouragan de feu (donc des histoires situées dans les années 1950), et les autres prenant place dans l'époque où ils sont dessinés.
Le tableau ci-dessous permet de suivre l'ordre chronologique des aventures de Guy Lefranc. Les lignes 1 à 12 retracent les aventures du journaliste-reporter jusqu'au début des années 60, des références historiques précises utilisées dans les scénarios permettant de les dater exactement. Les lignes suivantes situent les albums dans les années qui suivent, jusqu'à aujourd'hui, avec cette convention, commune à de nombreuses séries de B.D., que le temps semble ne pas avoir prise sur Lefranc.
| N° | Titre                    | N° tome | Axel Borg | Jeanjean | Inspecteur Renard | Notes |
| -- | ------------------------ | ------- | --------- | -------- | ----------------- | --- |
| 1  | La Grande Menace         | 1       | Présent   | Présent  | Présent           | Action se déroulant au printemps 1952. |
| 2  | L'Éternel Shogun         | 23      | Présent   |          |                   | Action se déroulant en 1952, avant la fin de l'occupation du Japon par les Américains en septembre 1952. |
| 3  | L'Enfant Staline         | 24      |           |          |                   | Action se déroulant en février 1953 au début de la guerre froide jusqu'à la mort de Staline le 5 mars 1953. |
| 4  | Londres en péril         | 19      |           |          | Présent           | S'insère de manière théorique le 30 Avril qui suit "La grande Menace", donc l'histoire devrait avoir lieu en Mai 1953. |
| 5  | Le Principe d'Heisenberg | 28      |           |          | Présent           | Journal daté du 17 Août 1953. |
| 6  | La Rançon                | 31      |           | Présent  |                   | L'histoire commence à Strasbourg en Décembre 1954. |
| 7  | Le Maître de l'atome     | 17      | Présent   | Présent  | Présent           | Juillet 1955 (Conférence de Genève du 18 au 23 juillet). |
| 8  | Mission Antarctique      | 26      | Présent   | Présent  | Présent           | S'inscrit dans la suite immédiate de Londres en Péril, mais dans la suite également du ''Maitre de l'atome'' (A la fin duquel il est expliqué que Borg a tenté d'assassiner le général Von Graf). Incohérence car Klement Gottwald qui apparait dans l'album décède en Mars 1953. |
| 9  | Noël noir                | 20      |           |          | Présent           | Décembre 1955. |
| 10 | Le scandale Arès         | 33      |           |          | Présent           | Printemps 1956 |
| 11 | Les Enfants du bunker    | 22      |           | Présent  | Présent           | Juillet 1956, Lefranc est rappelé en Algérie lors de la mobilisation générale française pour l'Algérie. |
| 12 | La Stratégie du Chaos    | 29      |           |          |                   | Fin 1956, en Australie au cours des Jeux olympiques d'été de 1956 à Melbourne et durant la Crise du canal de Suez. |
| 13 | Le Châtiment             | 21      |           |          |                   | Lors de 30e cérémonie des Oscars du 26 mars 1958. |
| 14 | Cuba libre               | 25      |           |          |                   | Octobre 1958 pendant la révolution cubaine. |
| 15 | Lune Rouge               | 30      | Présent   |          |                   | Lefranc pense Axel Borg et Irina Zaroubine perdus dans la jungle depuis ''Mission Antarctique'' |
| 16 | L’Homme Oiseau           | 27      | Présent   |          |                   | Novembre 1959 (deux ans avant le vol Vostok 1 le 12 avril 1961) |
| 17 | Les Juges Intègres       | 32      |           |          |                   | Juin-juillet 1960, date de l'exposition de la galerie Marleb qui a lieu pendant l'histoire. |
| 18 | L'Ouragan de feu         | 2       | Présent   | Présent  | Présent           | Action se déroulant à la fin des vacances d'été 1960. |
| 19 | La Route de Los Angeles  | 34      |           |          |                   | Action se déroulant après le débarquement de la baie des Cochons en 1961. Potentiellement en Août 1962 car l'histoire est un pastiche de la mort de Marilyn Monroe. |
| 21 | Bombes H sur Alméria     | 35      |           |          | Présent           | La véritable date de l'Accident nucléaire de Palomares est le 17 janvier 1966. Voir note |
| 20 | Le Mystère Borg          | 3       | Présent   | Présent  | Présent           | Avril 1964, pendant les congés scolaires. |
| 22 | Le Repaire du loup       | 4       |           | Présent  | Présent           | Jeanjean et le commissaire Renard apparaissent à la dernière planche. L'histoire se déroule durant l'automne 1970. |
| 23 | Les Portes de l'enfer    | 5       |           | Présent  |                   | Été 1977. À partir des "Portes de l'Enfer', l'histoire se déroule lors de l'année de parution de l'album jusqu'à ce que Jacques Martin passe la main. |
| 24 | Opération Thor           | 6       | Présent   | Présent  |                   | Automne 1978 |
| 25 | L'Oasis                  | 7       |           | Présent  |                   | Fin été / début automne 1980 |
| 26 | L'Arme absolue           | 8       | Présent   |          |                   | Jeanjean est mentionné au début, premier album de Jacques Martin où il n'apparaît plus. Automne 1982 |
| 27 | La Crypte                | 9       | Présent   |          | Présent           | Dernière apparition du commissaire Renard qui y est décédé. Histoire qui se déroule durant l'été 1984. |
| 28 | L'Apocalypse             | 10      | Présent   |          |                   | Fin de l'hiver / début du printemps 1986 |
| 29 | La Cible                 | 11      | Présent   |          |                   | Printemps 1989 |
| 30 | La Camarilla             | 12      | Présent   |          |                   | Printemps/été 1996 |
| 31 | Le Vol du Spirit         | 13      | Présent   |          |                   | Printemps 1998 |
| 32 | La Colonne               | 14      | Présent   |          |                   | Printemps 2001 |
| 33 | El Paradisio             | 15      | Présent   |          |                   | Automne 2002 |
| 34 | L'Ultimatum              | 16      | Présent   |          |                   | Automne/hiver 2003 |
| 35 | La Momie bleue           | 18      | Présent   | Présent  |                   | Été 2007 |

#### Incohérences ou hiatus chronologiques
L'action de La Grande Menace est traditionnellement située en 1952. Du coup, l'action de L'Éternel Shogun ne peut être antérieure. 
Toutefois, il est expressément dit dans l'album qu'un attentat est en préparation contre Douglas MacArthur, alors véritable proconsul du Japon. Or ce général  a été relevé de son commandement le 11 avril 1951. Ceci ferait donc remonter l'action de la Grande Menace de deux ans. 
Dès lors c'est l'album Les Enfants du bunker situé en juillet 1956 qui se trouve en porte-à-faux puisque nous y apprenons que Jeanjean a douze ans, donc né en 1944 ce qui reviendrait à dire qu'il a six ans dans La Grande Menace (au lieu de huit). Pour un enfant de huit ans, Jeanjean fait preuve d'une déjà grande maturité, que dire alors s'il en a six !
Londres en péril indique dans la première vignette: « À peine le danger de la destruction nucléaire qui a plané sur Paris ». Nous sommes donc dans la chronologie usuelle début juillet 1953 puisque l'action débute au moment de Wimbledon. Soulignons toutefois que, puisque l'année n'est jamais indiquée, nous pourrions aussi être en 1954, mais pas plus tard.
En effet, Le maître de l'atome débute à la fin juillet 1955 (allusion au sommet de Genève). Nous savons également de par les révélations qui sont faites par Axel Borg que Mission Antarctique est postérieure à la fois à Londres en péril et aussi au Maître de l'atome. Dans la mesure où à la fin de l'album nous sommes à la fin du printemps ou au début de l'été, ceci situerait cette aventure en juillet 1956, c'est-à-dire au moment où est censée se dérouler l'histoire des Enfants du bunker.
Bombes H sur Almeria. Les auteurs on confondu les dates de deux catastrophes. Le sous-marin à propulsion nucléaire Thresher coule dans l'Atlantique le 10 avril 1963. Les bombes qui tombent sur la province d'Almeria le 17 janvier 1966. Il faut retenir 1966.

#### Collection collector chez les marchands de journaux
Le 6 septembre 2018 paraît le premier numéro de La Collection Lefranc aux éditions Hachette en association avec les éditions Casterman chez les marchands de journaux. Sont prévus à la vente les 29 albums des aventures de Lefranc ainsi que les 9 albums des reportages de Lefranc, soit un total de 38 numéros. La parution doit continuer avec un album tous les quinze jours. De grand format (24 x 32 cm) avec un dos toilé et une frise de collection marquée au fer chaud, le livre comporte en plus de l'aventure du héros un cahier exclusif de 8 pages sur les secrets de la série, constitué de cinq rubriques (1- Fiche technique de l'album, 2- L'aventure Guy Lefranc, 3- Lefranc derrière les cases, 4- Lefranc reflet de son époque, 5- La planche décodée). Le 25 janvier 2020 paraît le dernier numéro de la collection.
1. La Grande Menace (6 septembre 2018)
2. L'ouragan de feu (19 septembre 2018)
3. Le Mystère Borg (2 octobre 2018)
4. Le Repaire du loup (17 octobre 2018)
5. Les Portes de l'enfer (2 novembre 2018)
6. Opération Thor (14 novembre 2018)
7. L'Oasis (28 novembre 2018)
8. L'Arme absolue (12 décembre 2018)
9. La Crypte (18 décembre 2018)
10. L'Apocalypse (3 janvier 2019)
11. La Cible (12 janvier 2019)
12. La Camarilla (30 janvier 2019)
13. Le Vol du Spirit (9 février 2019)
14. La Colonne (23 février 2019)
15. El Paradisio (13 mars 2019)
16. L'Ultimatum (28 mars 2019)
17. Le Maître de l'atome (9 avril 2019)
18. La Momie bleue (25 avril 2019)
19. Londres en péril (7 mai 2019)
20. Noël noir (21 mai 2019)
21. Le Châtiment (5 juin 2019)
22. L'Aviation (1) (18 juin 2019)
23. Les Enfants du bunker (2 juillet 2019)
24. L'Aviation (2) (13 juillet 2019)
25. L'Éternel Shogun (30 juillet 2019)
26. L'Aviation (3) (10 août 2019)
27. L'Enfant Staline (27 août 2019)
28. Le Mur de l'Atlantique (11 septembre 2019)
29. Cuba libre (25 septembre 2019)
30. Le Débarquement (8 octobre 2019)
31. Mission Antarctique (23 octobre 2019)
32. La Bataille des Ardennes (5 novembre 2019)
33. L'Homme-oiseau (21 novembre 2019)
34. La Chute du Reich (30 novembre 2019)
35. Le Principe d'Heisenberg (14 décembre 2019)
36. La Guerre du Pacifique (28 décembre 2019)
37. La Stratégie du Chaos (11 janvier 2020)
38. Les Batailles de Moselle (25 janvier 2020)

#### Projets provisoires
- Siciliano[22] où un château cache ses mystères quelque part sur les pentes du volcan Etna[* 9].
- L’Ombre de Scarlet[22] dans lequel le milliardaire Fischer, aperçu dans L'Ouragan de feu, apparait à nouveau en Louisiane.
- Le Scandalor[22], un vieux prototype d’un avion construit par les Allemands qui ne l'ont jamais utilisé durant la Seconde Guerre mondiale[32], une aventure d'espionnage en France[22] dessinée par Francis Carin.
- La Planète rouge[22] prend la suite de L'Apocalypse, un voyage dans le temps à partir des châteaux de Louis II de Bavière[* 9] à la planète Mars.
- Le Clone[22], l'histoire se situe au Japon.
- Le Plan K, une aventure en Birmanie actuelle[41].
- Baker Street parle du retour supposé de Jack l'Éventreur ; pour en savoir plus sur le banditisme, Lefranc compte sur Axel Borg afin de résoudre l'énigme[* 9].

### Fac-similés
À partir de 2006, Casterman entreprend de rééditer certains albums de la série en fac-similés, soit dans une présentation quasiment identique à leur édition originale au Lombard, avec la couverture initiale.
- 1 L'Ouragan de feu, Casterman, 2006
Scénario et dessin : Jacques Martin -  (ISBN 2-203-31451-6)
- 2 La Grande Menace, Casterman, 2007
Scénario et dessin : Jacques Martin -  (ISBN 978-2-203-00682-9)
- 3 Le Mystère Borg, Casterman, 2008
Scénario et dessin : Jacques Martin -  (ISBN 978-2-203-31401-6)
- 4 Le Repaire du loup, Casterman, 2009
Scénario : Jacques Martin - Dessin : Bob de Moor -  (ISBN 978-2-203-02493-9)
- 4 Le Repaire du loup, Ludovic Gombert Editions, 2015
Scénario : Jacques Martin - Dessin : Bob de Moor -  (ISBN 979-10-92342-08-6)
- 5 Le Mystère Borg, Casterman, Jacques Martin, décembre 2010
Scénario et dessin : Jacques Martin -  (ISBN 978-2-2030-3593-5)

#### Remarques
- Le Repaire du loup (2009) n'est pas un fac-similé proprement dit, cet album étant déjà paru à l'origine chez Casterman, mais plutôt une présentation « à l'ancienne ». La couverture, à l'origine dessinée par Bob de Moor et parue dans le journal de Tintin, est inédite et plusieurs pages de croquis complètent l'album.
- Le Mystère Borg (2010) est une édition de luxe de 41 centimètres de long, représentant une nouvelle couverture également parue dans Tintin en 1964 dont le dessin a été utilisé plus tard (en 2007) en tant qu'ex-libris pour un week-end Jacques Martin.
- Le Repaire du loup (2015) est une édition de luxe grand format (28 x 38 cm), dos toilé, reprenant les planches restaurées en noir et blanc et la couverture de l'édition fac-similé, avec un tirage limité et numéroté de 250 exemplaires.

### Les Voyages de Lefranc
- 1 L'Aviation (1), Casterman,  (ISBN 2-203-31450-8), Novembre 2004
Scénario : Jacques Martin - Dessin : Régric - Couleurs : Loli Irala Marin
- 2 L'Aviation (2), Casterman,  (ISBN 2-203-32707-3), Novembre 2005
Scénario : Jacques Martin - Dessin : Régric - Couleurs : Loli Irala Marin
- 3 L'Aviation (3), Casterman,  (ISBN 978-2-203-32709-2), Août 2007
Scénario : Jacques Martin - Dessin : Régric - Couleurs : Loli Irala Marin

### Les Reportages de Lefranc
- 1 Le Mur de l'Atlantique, Casterman,  (ISBN 978-2-2030-2135-8), 23 avril 2011
Scénario : Olivier Pierson et Isabelle Bournier - Dessin : Olivier Weinberg - Couleurs : Emmanuel Bonnet
- 2 Le Débarquement, Casterman, 7 mai 2014
Scénario : Isabelle Bournier - Dessin : Olivier Weinberg - Couleurs : Bruno Wesel
- 3 La Bataille des Ardennes , Casterman, 8 octobre 2014
Scénario : Isabelle Bournier - Dessin : Olivier Weinberg et Alain Maury - Couleurs : Bruno Wesel
- 4 La Chute du Reich, Casterman, 29 avril 2015
Scénario : Isabelle Bournier - Dessin : Olivier Weinberg et Yves Plateau - Couleurs : Bruno Wesel
- 5 La Guerre du Pacifique, Casterman, 30 novembre 2016
Scénario : Isabelle Bournier - Dessin : Olivier Weinberg et Yves Plateau - Couleurs : Bruno Wesel
- 6 Les Batailles de Moselle, Casterman, 22 novembre 2017
Scénario : Jean-François Patricola et Marc Houver - Dessin : Olivier Weinberg - Couleurs : Emmanuel Bonnet
- 7 La Conquête de l'espace, Casterman, 22 mai 2019
Scénario : Pierre-Emmanuel Paulis - Dessin : Régric

### Hors séries
- 1 Au Fil du Mékong[* 10], Point Image - JVDH,  (ISBN 2-930110-58-9), Juin 2001
Scénario : Jacques Martin - Dessin : Christophe Simon - Couleurs : Noir et blanc

### Les intégrales
- 1 Lefranc[* 11], Rombaldi,  (ISBN 2-8036-0374-8), novembre 1983
Scénario : Jacques Martin - Dessin : Jacques Martin et B. de Moor
- 1 Lefranc - La Trilogie Borg[* 12], Casterman,  (ISBN 978-2-203-02292-8), mai 2009
Scénario : Jacques Martin - Dessin : Jacques Martin et Gilles Chaillet - Couleurs : Gilles Chaillet
- 2 Lefranc - La Trilogie fantastique[* 13], Casterman,  (ISBN 978-2-203-02293-5), mai 2009
Scénario : Jacques Martin et Patrick Weber - Dessin : Gilles Chaillet et Francis Carin - Couleurs : Thierry Lebreton

### Portfolios
- Images Captives - Lefranc, éd. Casterman/Jacques Martin/Bedefonce/Bédéphage (Portfolio relié à l'italienne, 400 ex., 2001).
- Au fil du Mékong-propos et crayonnés, 2001, éd. Casterman/Jacques Martin/Point Image JVDH, 800 ex. signé et numérotés (Longue interview et crayonnés à l'occasion de la sortie de l'album de Lefranc La Colonne).

## Publications en d’autres langues

### Revues
- Kuifje Weekblad no 21 du 22 mai 1952 au no 17 du 27 avril 1982, les Éditions du Lombard (De Lomberd Uitgaven N.V. Brussel).
- Ons Volkske no 28 du 7 juillet 1977 au no 50 du 11 décembre 1980, les Éditions du Lombard (De Lomberd Uitgaven N.V. Brussel).

### Albums
À travers le monde entier, les albums de Lefranc sont traduits en plus de dix langues, dont néerlandais, allemand, anglais, espagnol, portugais, danois, suédois, finlandais, islandais, grec, indonésien.

### Parodies
- Ernst, « Guy Lefranc. La Grande Menace », dans Tintin, 29/09/1981.
- Roger Brunel, « Legland », dans Pastiches t. 3, Glénat, 1984.
- Al Voss, « Lefranc », dans Parodies, Humanoïdes associés, 1984.

## Distinctions
- Festival de bande dessinée de la Région de Bruxelles-Capitale
  - Prix Saint-Michel des trois séries Alix, Lefranc et Jhen de Jacques Martin (1979)
  - Prix Saint-Michel du meilleur scénario Noël noir de Michel Jacquemart (2010)